# Eucereon cubensis
Eucereon cubensis är en fjärilsart som beskrevs av William Schaus 1904. Eucereon cubensis ingår i släktet Eucereon och familjen björnspinnare. Inga underarter finns listade i Catalogue of Life.